# Stenophragma hirtipenne
Stenophragma hirtipenne är en tvåvingeart som beskrevs av Frederick Askew Skuse 1890. Stenophragma hirtipenne ingår i släktet Stenophragma och familjen svampmyggor. Inga underarter finns listade i Catalogue of Life.